# Gringos locos
Gringos locos is een biografisch stripverhaal getekend door Olivier Schwartz op een scenario van Yann. De strip, getekend in atoomstijl, gaat over een reis die stripauteurs Jijé, Morris en André Franquin in 1948 maakten in de Verenigde Staten en Mexico. Het album verscheen in 2012 en wordt uitgegeven door Dupuis. De voorpublicatie liep vanaf november 2011 in tijdschrift Spirou in de nummers 3842 tot en met 3847. In het Frans verscheen ook een gelimiteerde luxe-editie van het album, met een gesigneerd, speciaal titelblad op kunstpapier en een extra wikkel met een gouache van de gewone omslag.

## Achtergrond
Behalve het stripverhaal bevat het album ook een interview met Yann over de totstandkoming van het boek. De scenarioschrijver liep al circa 30 jaar met het idee rond om de bewuste reis in een strip te vertellen. Yann en Franquin bewonderden elkaars werk, waardoor Yann Franquin geregeld kon ondervragen over de gebeurtenissen in Amerika en hem kon vertellen over zijn plannen om een strip te maken van de Amerikareis. Yann werkte ook een tijd voor Lucky Luke, waardoor hij ook met Morris kon praten. Yann toetste Franquins beweringen af bij Morris, die deze vaak kon nuanceren. Met Jijé had Yann geen contact. Om zich te documenteren over Jijé gebruikte hij interviews uit fanzines en had hij gesprekken met twee zonen van Jijé, Philippe en Benoît.
Yann bleef voor het verhaal vasthouden aan feiten, vooral Franquins versie van de feiten ervan. Toch erkent Yann zelf dat deze versie niet per se de juiste is en dat hij een eigen, persoonlijke synthese heeft gemaakt van de feiten.
Aanvankelijk was het Yanns bedoeling dat Franquin het album zelf zou tekenen, wat er uiteindelijk niet van kwam. Yann bleef met het idee spelen, maar de uitgevers zagen er maar weinig in. De proeftekeningen van Schwartz haalden de uitgever alsnog over de streep.
Olivier Schwartz beschikte over weinig documentatie voor de hoofdpersonages. De foto's waarover hij beschikte toonden de hoofdpersonages vooral op oudere leeftijd. Voor Jijé baseerde hij zich naar eigen zeggen op een mix tussen Georges Simenon en zijn eigen schoonvader, voor Franquin op acteur Adrian Brody en voor Morris op stripfiguur Felix van Tillieux.

## Recht van antwoord
De uitgave van het album werd enkele maanden uitgesteld, omdat de kinderen van Jijé niet gelukkig waren met de manier waarop hun vader werd afgeschilderd in deze strip. Ze tekenden bezwaar aan tegen de publicatie. Ook Isabelle Franquin, dochter van André, gaf te kennen dat het beeld dat door de auteurs wordt opgehangen niet accuraat is. De weduwe van Morris sloot zich niet aan bij de kritiek en kon volgens Yann zelfs hartelijk lachen met de strip.
Op het moment dat de publicatiestop werd gevraagd, was de voorpublicatie van de strip in enkele tijdschriften al begonnen of afgelopen. De 35.000 stripalbums voor de Franstalige en Nederlandstalige markt samen waren al gedrukt. De erfgenamen en uitgeverij Dupuis probeerden tot een akkoord te komen waarbij de publicatie kon doorgaan, maar waarbij ook de kritische opmerkingen van de nabestaanden geuit konden worden. Uiteindelijk werd elk album voorzien van een recht van antwoord met daarin opmerkingen van Isabelle Franquin en Laurent Gillain, de jongste zoon van Jijé, die zelf niet mee was op de reis die in dit album wordt afgebeeld. De extra bijlage van tien pagina's bestaat voor zeven pagina's uit een interview over Jijé met Benoît Gillain, een andere zoon van Jijé, die als kleine jongen wel mee was. De bijlage werd voorts voorzien van een aantal foto's uit het archief van de Gillains.

## Verhaal
1948: striptekenaar Joseph Gillain (Jijé) vertrekt met zijn gezin naar de Verenigde Staten, vluchtend voor de dreiging van de Derde Wereldoorlog door het communisme en in de hoop aan de slag te kunnen gaan bij Walt Disney. Twee van zijn leerjongens, André Franquin en Maurice De Bevere (Morris), die beiden ook bij hem inwonen, reizen met hem mee. Morris hoopt ook bij Disney aan de slag te kunnen zodat hij van zijn zingende cowboy - Lucky Luke - af kan, Franquin gaat veeleer mee als toerist, zelfs wat tegen zijn zin. De reis voorloopt niet steeds zoals verwacht. Hun wagen raakt oververhit in de woestijn en ze worden uit een kerk voor zwarten gejaagd. Hun budget slinkt ook snel en hun koffers met propere kleren zitten door een staking vast.
Het budgetprobleem wordt nijpender als ze te horen krijgen dat Disney het trio niet wil aannemen. Na de flop van Bambi is Disney net integendeel aan een afslanking begonnen. Noodgedwongen moeten ze hun strips opnieuw opnemen om de kost te verdienen bij hun Belgische uitgever, Dupuis.
Hun visum verloopt binnenkort, waarop Jijé beslist om naar Mexico te reizen in afwachting van nieuwe visa. Aan de grens weigert Morris in naam van het hele gezelschap de douane om te kopen, waardoor de douane na een grote controle enkel Jijé en zijn gezin doorlaten. Morris en Franquin blijven nog een tijd achter in de VS. Charles Dupuis van de gelijknamige uitgever is niet tevreden over Franquins laatste Robbedoes en Kwabbernootverhaal, Robbedoes, bokser, waarna Franquin impulsief zijn ontslag geeft.
Op een nacht steken de twee illegaal de grens over en komen - na veelvuldig van de lokale alcoholische drank te hebben geproefd - aan bij Jijé. Franquin kaart zijn probleem met Dupuis aan en Jijé besluit Robbedoes dan maar over te nemen; niet echt een oplossing voor het verlies van zijn broodwinning.
Terwijl Franquin en Morris de lokale sfeer tijdens de Mexicaanse nationale feestdag opsnuiven, bedenkt Jijé een nieuw Robbedoesverhaal. Een gekko brengt hem op het idee van een verhaal waarin Robbedoes op het plafond loopt (De wereld op zijn kop).
Enkele dagen later ontploft de frietketel van Jijé; de lokale bevolking benoemt de blanke vreemdelingen "gringos locos", iets als "gekke buitenlanders". Franquin zit intussen banjo te spelen en heeft Guust Flater uitgevonden. Hij maakt er echter een obscene strip van. Morris raadt hem aan toch maar bij kinderstrips te blijven. Later zit Franquin op het dak met rottend vlees om gieren te lokken om ze te kunnen tekenen. Morris belandt nog in de cel na de bloemetjes te hebben buitengezet.
Op Kerstmis worden er cadeautjes uitgewisseld. Franquin is jaloers op Morris' cadeau voor de kinderen, maar kan smakelijk lachen als hij te weten komt dat Dupuis ook niet te spreken is over Jijés laatste Robbedoesverhaal. Dupuis vraagt Jijé om de reeks terug te geven aan Franquin.

## Vervolg
In het album staat een aankondiging voor een vervolgverhaal waarin de rest van de reis wordt verteld: Crazy Belgians. Het is echter onduidelijk of dit vervolg er nog komt na de controverse rond Gringos locos.